# Bisbat de Dubrovnik
El bisbat de Dubrovnik -  Dubrovačka biskupija (croat); Dioecesis Ragusina (llatí) - és una seu de l'Església catòlica a Croàcia, sufragània de l'arquebisbat de Split-Makarska. Al 2016 tenia 74.384 batejats d'un total de 74.384 habitants. Actualment està regida pel bisbe Mate Uzinić.

## Territori
La diòcesi es troba a la part meridional de la Dalmàcia croata.
La seu episcopal és la ciutat de Dubrovnik, on es troba la catedral de l'Assumpció de Maria.
El territori s'estén sobre 1.368 km² i està dividit en 84 parròquies.

## Història
La diòcesi d'Epidaure fou erigida antigament, ja el 341 trobem el bisbe d'Epidaure present en un concili celebrat a Roma. El 530 tenim el primer bisbe conegut: Fabriciano present al concili provincial de Salona.
Al voltant del 639 Epidaure va ser destruït pels àvars i els habitants, inclòs el bisbe, van trobar una sortida al castell de Lausio, a prop de Dubrovnik actual. Com que també hi havia molts habitants de Split entre els refugiats, el bisbe va començar a plantejar algunes objeccions a la jurisdicció metropolitana de Split.
A la primera meitat del segle xi, els drets metropolitans de Dubrovnik no van ser reconeguts per tots els bisbes sufragànis, que van tornar a la metròpoli de Split.
La butlla de Benet VIII de 1022 comença: «Vitali archiepiscopo sancte Epitabritane sedis e civitate Labusedi in regno Lachomis et Sorbulia et Tribunia vel civitate Katarinensi aut Antivarensi seu Ulcini...» (butlla a l'Arxiu d'Estat de Croàcia a Dubrovnik). El 1078, el pontífex va confirmar el rang d'arxidiòcesi metropolitana a Dubrovnik, atribuint Chelmo, Drivasto, Dulcigno i Duvno com a sufragànies, al qual es va afegir la diòcesi de Bòsnia el 1120.
El 1089 la diòcesi de Drivasto va tornar a la metròpoli de Bar i el 1174 totes les altres diòcesis sufragànies van ser assignades a la mateixa metròpoli de Bar, a excepció de la diòcesi de Bòsnia que va entrar en aquest període a la metròpoli de Kalocsa.
Després d'un període de tretze anys de lloc lliure, el 30 de juny de 1828 amb la butlla Locum Beati Petri del papa Lleó XII es va expandir incorporant el territori de la diòcesi suprimida de Korcula i Stagno, tot i que va perdre el privilegi arquebisbal i es va convertir en sufragània de l'arxidiòcesi de Zara. La butlla entrà en vigor el 1830.
El 27 de juliol de 1969 es va restablir la província eclesiàstica de Split-Makarska, de la qual Dubrovnik va esdevenir sufragània.

## Episcopologi
- Anònim † (citat el 341)

(…)
- Fabriciano † (citat el 530)
- Paolo † (citat el 532)
- Florenzio † (? - 593 deposat)
- Anònim † (? - 604)
- Giovanni I † (vers 630 - vers 661 mort)
- Andrea I † (citat el 721/741)
- Giovanni II † (vers 940 - 970 mort)
- Niceforo I † (vers 971 - ?)
- Niceforo II † (1010 - ?)
- Vitale I † (1022 - després del 1047)
- Tribunio † (1057 - 1063)
- Vitale II † (1063/1064 - 20 de març de 1074 deposat)
- Pietro † (1075 - 1115)
- Domenico † (vers 1115 - vers 1121)
- Geraldo † (1121 - ?)
- Andrea II † (vers 1142 - vers 1153 mort)
- Tribunio Micheli † (1153 - vers 1188)
- Bernardo I † (abans del 1189 - ?)
- Salvio I † (vers 1191 - ?)
- Gausono † (1194 - 1197)
- Bernardo II † (1197 - 15 de maig de 1203 nomenat bisbe de Carlisle)
- Leonardo † (abans del 1206 - vers 1217 mort)
- Arrengerio † (1222 - 1236 mort)
- Giovanni III † (1238 - 1252 mort)
- Giacomo I, O.F.M. † (vers 1253 - 1254 renuncià)
- Giovanni IV † (vers 1256 - vers 1257 renuncià)
- Aleardo, O.F.M. † (abans del 1258 - 3 de novembre de 1268 nomenat arquebisbe d'Oristany)
- Andrea Gausoni † (1269 - vers 1276 renuncià)
- Salvio † (5 de desembre de 1276 - vers 1278 mort)
  - Marco da Venezia, O.F.M. † (vers 1278 - vers 1278 mort) (arquebisbe electe)
- Bonaventura da Parma, O.F.M. † (23 de desembre de 1281 - després del 1296 mort)
- Giacomo II † (vers 1293 - ? renuncià)
- Bartolomeo † (7 de juliol de 1312 - 8 de juliol de 1317 nomenat arquebisbe de Trani)
- Benedetto † (8 de juliol de 1317 - 1317 mort)
- Pietro de Martinis, O.P. † (19 de desembre de 1317 - ? mort)
- Lorenzo Feretrano, O.F.M. † (10 de febrer de 1322 - 31 de desembre de 1323 mort)
- Tommaso † (16 de maig de 1324 - ? mort)
- Elio de Saraca † (18 de febrer de 1341 - vers 1360 renuncià)
- Ugo de Scuria, O.F.M. † (15 de desembre de 1361 - 12 de juliol de 1370 nomenat bisbe d'Ostuni)
- Pietro Calice, O.P. † (12 de juliol de 1370 - ?)
- Maffiolo Lampugnano † (d'octubre de 1385 - 10 de juliol de 1387 nomenat arquebisbe de Messina)
- Andrea da Durazzo, O.P. † (27 de maig de 1388 - 13 de juny de 1393 mort)
- Niccolò De Hortis † (25 d'agost de 1393 - 26 de juliol de 1402 nomenat arquebisbe de Manfredonia)
- Niccolò Sacchi, O.P. † (26 de juliol de 1402 - 13 de gener de 1408 mort)
- Beat Giovanni Dominici, O.P. † (28 de març de 1408 - ? renuncià)
- Antonio da Rieti, O.F.M. † (29 de juliol de 1409 - vers 1440 mort)
- Bongiovanni da Recanati † (6 de setembre de 1440 - 2 de setembre de 1460 mort)
- Francesco Petri, O.S.M. † (13 d'octubre de 1460 - ? mort)
  - Antonio degli Agli † (24 de desembre de 1465 - 4 de maig de 1467 nomenat bisbe de Fiesole) (arquebisbe electe)
- Timoteo Maffei, C.R.S.A. † (4 de maig de 1467 - 1470 mort)
- Giovanni Venier † (12 de setembre de 1470 - 10 d'agost de 1490 mort)
- Giovanni Sacco † (29 d'agost de 1490 - 1505 mort)
- Giuliano Maffei, O.F.M. † (18 d'abril de 1505 - 1510 mort)
- Rainaldo Graziani, O.F.M. † (5 de juny de 1510 - 1520 renuncià)
- Filippo Trivulzio † (13 de març de 1521 - després del 1543 mort)
- Panfilo Strassoldo † (30 de gener de 1544 - 1545 mort)
- Giovanni Angelo de' Medici † (14 de desembre de 1545 - 1553 renuncià, posteriorment electe papa ambe l nom de Pius IV)
  - Sebastiano Portico † (1 de març de 1553 - 18 de setembre de 1555 nomenat bisbe de Foligno) (arquebisbe electe)
- Ludovico Beccadelli (Beccadelli) † (18 de setembre de 1555 - 1564 renuncià)
- Crisostomo Calvino, O.S.B. † (17 de novembre de 1564 - 16 de febrer de 1575 mort)
- Vincenzo Portico † (9 de març de 1575 - 1579 renuncià)
- Gerolamo Matteucci † (1 de juny de 1579 - 8 d'agost de 1583 nomenat bisbe de Sarno)
- Raffaele Bonelli † (7 d'octubre de 1583 - 4 d'abril de 1588 mort)
- Paolo Albero † (22 d'agost de 1588 - 31 de juliol de 1591 renuncià)
- Aurelio Novarini, O.F.M.Conv. † (31 de juliol de 1591 - 1 de juliol de 1602 nomenat bisbe de San Marco Argentano)
- Fabio Tempestivo † (12 d'agost de 1602 - 1616)
- Vincenzo Lanteri, C.O. † (18 de maig de 1616 - 19 de juliol de 1628 nomenat bisbe de Veroli)
- Tommaso Cellesi † (18 de setembre de 1628 - de novembre de 1633 mort)
- Antonio Severoli † (3 d'abril de 1634 - 3 d'octubre de 1639 nomenat arquebisbe titular de Nazareth)
- Bernardino Larizza † (16 de gener de 1640 - d'abril de 1647 mort)
- Pompeo Mignucci, O.S.H. † (16 de setembre de 1647 - 10 de gener de 1650 nomenat bisbe d'Acquapendente)
- Francesco Perotti † (27 de juny de 1650 - 25 de setembre de 1664 mort)
- Pietro de Torres † (12 de gener de 1665 - 24 de gener de 1689 nomenat bisbe de Potenza)
- Giovanni Vincenzo Lucchesini, O.S.M. † (28 de novembre de 1689 - 13 d'abril de 1693 nomenat bisbe d'Assís)
- Placido Stoppa, C.R. † (8 de juny de 1693 - 11 d'abril de 1699 nomenat bisbe de Venosa)
- Tommaso Antonio Scotti † (24 de gener de 1701 - 12 de març de 1708 mort)
- Andrea Roberti † (3 d'octubre de 1708 - 27 de novembre de 1713 nomenat bisbe de Policastro)
- Giovanni Battista Conventati, C.O. † (26 de febrer de 1714 - 3 de juliol de 1720 nomenat bisbe de Terracina, Sezze e Priverno)
- Raimondo Gallani † (23 de març de 1722 - 10 de març de 1727 mort)
- Felipe Itúrbide, O.Carm. † (25 de juny de 1727 - 1 de gener de 1728 renuncià)
- Angelo Franchi, O.F.M. † (26 de gener de 1728 - 22 de setembre de 1751 mort)
- Hijacint Marija Milković, O.P. † (20 de març de 1752 - 21 de març de 1756 mort)
- Arcangelo Lupi, O.P. † (18 de juliol de 1757 - 27 de març de 1766 mort)
- Nicola Pugliesi † (6 d'abril de 1767 - 19 de setembre de 1777 nomenat vicari apostòlic de Costantinoble)
- Gregorio Lazzari, O.S.B. † (15 de desembre de 1777 - 8 de gener de 1792 mort)
- Ludovico Spagnoletti, O.F.M. † (26 de març de 1792 - 24 de juny de 1799 mort)
- Nikola Ban † (12 de maig de 1800 - 15 d'abril de 1815 mort)
  - Sede vacante (1815-1830)
- Antonio Giuriceo † (5 de juliol de 1830 - 25 de març de 1842 mort)
- Toma Jedrlinić † (30 de gener de 1843 - 1 d'agost de 1855 mort)
- Vincenzo Zubranić † (19 de juny de 1856 - 15 de novembre de 1870 mort)
- Giovanni Zaffron † (1872 - 16 de setembre de 1881 mort)
- Mato Vodopić † (3 de juliol de 1882 - 13 de març de 1893 mort)
- Josip Grgur Marčelić † (18 de maig de 1894 - 1 de setembre de 1928 mort)
- Josip Marija Carević † (13 d'abril de 1929 - 9 de febrer de 1940 renuncià)
- Pavao Butorac † (25 de setembre de 1950 - 22 de novembre de 1966 mort)
- Severin Pernek † (10 d'abril de 1967 - 7 de desembre de 1989 renuncià)
- Želimir Puljić (7 de desembre de 1989 - 15 de març de 2010 nomenat arquebisbe de Zara)
- Mate Uzinić, des del 24 de gener de 2011

## Demografia
A finals del 2016, la diòcesi tenia 74.384 batejats sobre una població de 80.125 persones, equivalent al 92,8% del total.
| any  | població | població | població | sacerdots | sacerdots       | sacerdots       | sacerdots             | diaques | religiosos | religiosos | parròquies |
| ---- | -------- | -------- | -------- | --------- | --------------- | --------------- | --------------------- | ------- | ---------- | ---------- | ---------- |
| any  | batejats | total    | %        | total     | clergat secular | clergat regular | batejats por sacerdot | diaques | homes      | dones      |            |
| 1950 | 72.000   | 74.200   | 97,0     | 97        | 61              | 36              | 742                   |         | 15         | 170        | 57         |
| 1970 | 72.000   | 85.000   | 84,7     | 117       | 72              | 45              | 615                   |         | 80         | 274        | 65         |
| 1980 | 78.177   | 84.000   | 93,1     | 99        | 64              | 35              | 789                   |         | 40         | 289        | 65         |
| 1990 | 71.754   | 89.000   | 80,6     | 96        | 58              | 38              | 747                   |         | 40         | 270        | 61         |
| 1999 | 77.600   | 90.200   | 86,0     | 92        | 57              | 35              | 843                   |         | 37         | 224        | 61         |
| 2000 | 77.500   | 90.050   | 86,1     | 91        | 56              | 35              | 851                   |         | 37         | 216        | 61         |
| 2001 | 75.680   | 90.380   | 83,7     | 86        | 53              | 33              | 880                   |         | 35         | 209        | 61         |
| 2002 | 74.512   | 86.642   | 86,0     | 96        | 61              | 35              | 776                   |         | 43         | 226        | 61         |
| 2003 | 75.000   | 87.500   | 85,7     | 94        | 62              | 32              | 797                   |         | 38         | 228        | 61         |
| 2004 | 75.400   | 87.900   | 85,8     | 86        | 55              | 31              | 876                   |         | 33         | 210        | 61         |
| 2006 | 76.500   | 88.000   | 86,9     | 89        | 57              | 32              | 859                   |         | 34         | 210        | 61         |
| 2013 | 76.560   | 86.896   | 88,1     | 87        | 53              | 34              | 880                   |         | 36         | 210        | 61         |
| 2016 | 74.384   | 80.125   | 92,8     | 91        | 54              | 37              | 817                   |         | 40         | 185        | 84         |